# Team Dukla Praha
Das Team Dukla Praha war ein tschechisches Radsportteam mit Sitz in Prag.
Die Mannschaft wurde 2003 gegründet und hatte eine UCI-Lizenz als GSIII-Team. 2004 und zwischen 2008 und 2010 fuhr sie ohne Registrierung als internationales UCI-Team. 2005 bis 2007 hatte sie eine Lizenz als Continental Team und ab 2011 besaß sie erneut eine Lizenz als Continental Team. Manager war Jan Kopac, der von den Sportlichen Leitern Josef Kratina, Claudio Santi und Lukáš Thun unterstützt wurde.
Ende 2016 wurde das Team aufgelöst.

## Saison 2016

### Abgänge – Zugänge
| Zugänge                   | Team 2015                  | Abgänge         | Team 2016        |
| ------------------------- | -------------------------- | --------------- | ---------------- |
| Jan Vastl                 |                            | Jiří Hochmann   | Unbekannt        |
| Ondrej Vendolsky          | Bohemia Cycling Track Team | František Sisr  | Klein Constantia |
| Jiří Ježek                |                            | Vojtech Hačecký | Whirlpool-Author |
| Matyas Strupek            |                            | Ondrej Rybin    | Unbekannt        |
| Michal Kesl (ab 20. Juni) |                            | Denis Rugovac   | Sparta Prag      |
| Matej Prudek              |                            |                 |                  |

### Mannschaft
| Name             | Geburtstag         | Nationalität | Team 2017 |
| ---------------- | ------------------ | ------------ | --------- |
| Simon Adamek     | 16. Oktober 1995   | Tschechien   |           |
| Martin Bláha     | 12. September 1977 | Tschechien   |           |
| Roman Fürst      | 5. Mai 1991        | Tschechien   |           |
| Jiří Ježek       | 16. Oktober 1974   | Tschechien   |           |
| Michal Kesl      | 29. Mai 1982       | Tschechien   |           |
| Michal Kohout    | 18. Januar 1996    | Tschechien   |           |
| Jan Kraus        | 23. Januar 1993    | Tschechien   |           |
| Nicolas Pietrula | 5. August 1995     | Tschechien   |           |
| Matej Prudek     | 13. März 1997      | Tschechien   |           |
| Matyas Strupek   | 15. Oktober 1997   | Tschechien   |           |
| Jan Vastl        | 19. Dezember 1995  | Tschechien   |           |
| Ondrej Vendolsky | 12. Juli 1991      | Tschechien   |           |

## Platzierungen in UCI-Ranglisten
UCI Africa Tour
| Saison    | Mannschaftswertung | Fahrerwertung       |
| --------- | ------------------ | ------------------- |
| 2007      | 18.                |                     |
| 2011      | 22.                | Milan Kadlec (191.) |
| 2012-2016 | -                  | -                   |

UCI Asia Tour
| Saison    | Mannschaftswertung | Fahrerwertung         |
| --------- | ------------------ | --------------------- |
| 2011      | -                  | -                     |
| 2012      | 27.                | Alois Kaňkovský (35.) |
| 2013      | 3.                 | Alois Kaňkovský (2.)  |
| 2014      | 2.                 | Alois Kaňkovský (3.)  |
| 2015-2016 | -                  | -                     |

UCI Europe Tour
| Saison | Mannschaftswertung | Fahrerwertung          |
| ------ | ------------------ | ---------------------- |
| 2011   | 95.                | Jiří Hochmann (560.)   |
| 2012   | 70.                | Jiří Hochmann (229.)   |
| 2013   | 113.               | Alois Kaňkovský (650.) |
| 2014   | 109.               | Jiří Hochmann (416.)   |
| 2015   | 93                 | František Sisr (200.)  |
| 2016   | 133.               | Martin Bláha (1847.)   |